# Akay
Akay ist ein türkischer männlicher und weiblicher Vorname sowie Familienname mit der Bedeutung „Weißer Mond“.

## Namensträger

### Familienname
- Aydın Sefa Akay (* 1950), türkischer UN-Richter
- Batuhan Akay (* 1995), türkischer Eishockeyspieler
- Büşra Akay (* 2005), türkische Leichtathletin
- Elter Akay (* 1940), türkischer Kugelstoßer
- Ezel Akay (* 1961), türkischer Schauspieler, Filmregisseur und Filmproduzent
- Izzet Akay (1949–2002), türkischer Kameramann
- Miray Akay (* 2000), türkische Schauspielerin
- Şenay Akay (* 1980), türkische Schauspielerin
- Sezgi Sena Akay (* 1991), türkische Schauspielerin
- Taju Akay (* 1962), ghanaischer Boxer

### Künstlername
- Akay Kayed (* 1983), deutscher Popsänger und Eventmanager
- Akay (Künstler) (* 1969), schwedischer Streetartist